# Trattato di Costantinopoli (1800)
Il Trattato di Costantinopoli del 2 aprile 1800 fu sottoscritto tra l'Impero Ottomano e l'Impero Russo, e proclamò la creazione della Repubblica delle Sette Isole Unite, il primo stato greco autonomo dalla caduta dell'Impero bizantino.

## Storia
Le isole Ionie (Corfù, Paxoi, Zante, Cefalonia, Lefkada, Itaca e Citera) insieme a una manciata di exclavi sulla terraferma dell'Epiro, vale a dire le città costiere di Parga, Preveza, Vonitsa e Butrinto, erano stati possedimenti veneziani per secoli, diventando così l'unica parte del mondo greco a sfuggire alla conquista dell'Impero Ottomano. Dopo la caduta della Repubblica di Venezia nel 1797, le isole passarono sotto il controllo francese, con le truppe francesi che sbarcarono a Corfù il 28 giugno 1797. I francesi furono accolti dalla popolazione e le idee radicali dei rivoluzionarie francesi furono attuate attraverso l'abolizione della nobiltà locale e l'istituzione di regimi democratici e di autogoverni locali sulle isole. Nel Trattato di Campo Formio, le isole furono annesse come dipartimenti francesi.
La presenza francese era risentita dall'aristocrazia locale, ora priva dei suoi privilegi, mentre la pesante tassazione e l'anticlericalismo dei francesi li resero presto impopolari anche nelle larghe fasce della popolazione comune. In seguito all'invasione francese dell'Egitto, inoltre, la presenza francese nelle Isole Ionie suscitò l'opposizione degli Ottomani e dell'Impero russo. Nell'autunno del 1798, una flotta congiunta russo-ottomana cacciò i francesi dalle altre isole e infine conquistò Corfù nel marzo 1799, mentre Ali Pasha di Yanina, l'uomo forte autonomo ottomano, colse l'opportunità di catturare Butrinto, Preveza e Vonitsa dai francesi. In tutte le isole che occuparono, i russi istituirono delle amministrazioni provvisorie di nobili e borghesi. Ben presto, le autorità russe invitarono le assemblee dei nobili a ad avviare il governo delle Isole Ionie, ripristinando così il precedente status quo. Il 6 maggio, i comandanti delle due flotte annunciarono che le Isole Ionie avrebbero formato uno stato unitario, governato da un Senato (Γερουσία) nella città di Corfù, composto da tre rappresentanti ciascuno provenienti da Corfù, Cefalonia e Zante, due da Lefkada, e uno ciascuno da Itaca, Citera e Paxoi. Il nobile veneziano Angelo Orio, l'ultimo provveditore veneziano di Argostoli, fu nominato capo del Senato, e incaricato della creazione di una costituzione per il nuovo Stato. La costituzione di Orio prevedeva un regime completamente aristocratico, con ogni isola guidata da un Gran Consiglio composto dai nobili e dall'alta borghesia. I Gran Consigli avrebbero eletto i senatori. Ogni isola avrebbe mantenuto un'amministrazione locale e il tesoro, ma a Corfù sarebbe esistito un tesoro centrale. Il Senato era l'autorità esecutiva ultima e il suo presidente era il capo dello Stato. Un piccolo consiglio di 40 persone sarebbe stata eletta dai grandi consigli delle tre isole maggiori e sarebbe stata responsabile della giustizia, della selezione dei funzionari e della consulenza sulla legislazione.
Il 21 giugno 1799, il Senato decise di inviare una delegazione di dodici membri a Costantinopoli e San Pietroburgo per esprimere la sua gratitudine al Sultano e allo Zar, ma anche per premere sul ripristino della frontiera marittima e terrestre delle isole con il ritiro di Ali Pasha da Butrinto, Preveza e Vonitsa e il loro riconoscimento come Stato indipendente. Angelo Orio partecipò alla delegazione, e fu poi sostituito come capo del Senato dal conte Spyridon Georgios Theotokis . Una volta a Costantinopoli, tuttavia, la delegazione si rese presto conto che la Porta non era interessata a riconoscere l'indipendenza delle isole, ma piuttosto a creare uno stato vassallo sotto la sovranità ottomana. Su suggerimento dell'ambasciatore russo, Vasily Tomara, la delegazione presentò un memorandum agli altri ambasciatori, chiedendo il riconoscimento delle Isole come Stato indipendente e federale, sotto la protezione delle potenze europee. Due dei delegati, il conte corfiota Antonio Maria Capodistria e il conte di Zante Nikolaos Gradenigos Sigouros Desyllas rimasero a Costantinopoli per condurre i negoziati con la Porta, mentre Orio e un altro delegato, Kladas, presentarono la causa ionica a San Pietroburgo.

## Disposizioni del trattato
I negoziati e le reciproche rivalità tra Russia, gli ottomani e gli isolani portarono alla firma del Trattato di Costantinopoli il 21 marzo 1800, che creò il primo stato greco autonomo dalla caduta dell'Impero bizantino.
Secondo le disposizioni del trattato, le Isole Ionie sarebbero uno stato unitario e autonomo, con il nome di Repubblica delle Sette Isole Unite (in greco Πολιτεία τῶν Ἑπτὰ Ἑνωμένων Νήσων?). Avrebbe seguito il modello consolidato della Repubblica di Ragusa, essendo una repubblica aristocratica guidata da "primati e notabili", e sotto la sovranità ottomana, come segno del quale pagherebbero un tributo annuale di 75.000 kuruş al sultano. Questa fu una vittoria per il sultano e una delusione per gli isolani, a cui era stato promesso il diritto di scegliere la propria forma di governo nelle proclamazioni del patriarca ecumenico di Costantinopoli, Gregorio V, e del capo della flotta russa, l'ammiraglio Fyodor Ushakov. La costituzione del nuovo stato, una volta concordata, sarebbe stata approvata dai poteri firmatari. Poiché il nuovo stato era privo di forze militari, le forze russe e ottomane sarebbero rimaste a presidiare i suoi forti e garantire la sua sicurezza fino alla fine della guerra contro la Francia.
Le exclavi continentali di Parga, Vonitsa, Preveza e Butrinto sarebbero passate sotto il controllo ottomano ma avrebbero goduto di uno status speciale simile a quello dei Principati danubiani: avrebbero goduto di privilegi speciali per quanto riguarda la pratica della religione cristiana e l'amministrazione della giustizia, e a nessun musulmano sarebbe stato permesso di possedere terre o stabilirsi in loco, eccetto il comandante ottomano. La tassazione fu anche fissata a non più di quanto fosse stato sotto il dominio veneziano e fu annunciata un'esenzione fiscale di due anni per risollevarsi dagli effetti del dominio francese e della guerra.

## La Costituzione e la ratifica "bizantina"

Bandiera della Repubblica delle Sette Isole Unite.

Capodistrias e Sigouros Desyllas stilarono anche un progetto per la nuova costituzione e disegnarono la nuova bandiera dello stato. La cosiddetta Costituzione "bizantina", com'è fu composta a Costantinopoli (Bisanzio), comprendeva 37 articoli. Prevedeva una repubblica federale aristocratica, con un'amministrazione locale su ogni isola, guidata da tre sindaci, da scegliere ogni anno dal Gran Consiglio dei nobili di ciascuna isola. I sindacati eleggevano un prytanis a capo dell'amministrazione per quattro mesi di mandato. Il Senato di Corfù rimase la massima autorità dello stato federale, composto dai rappresentanti delle isole. Il suo presidente, l'arconte, era il capo dello stato. In linea con le idee reazionarie incorporate nella costituzione vi era anche la nuova bandiera, che sfoggiava il leone veneziano di San Marco che reggeva un fascio di sette frecce, che simboleggiava le isole, e una Bibbia; suggerimenti più radicali, come la fenice nascente, furono respinti.
Il 1º novembre 1800 i delegati furono ricevuti dal Gran Visir, che presentò loro la nuova costituzione, un attestato che riconosceva l'autonomia della Repubblica e ne regolava i rapporti con la Porta, e la nuova bandiera. Questi, con una solenne processione furono portati al Patriarcato ecumenico di Costantinopoli a Fener, dove il Patriarca Neofito VII benedì la bandiera del nuovo Stato. Il trattato fu riconosciuto e rispettato dal Regno Unito nel gennaio 1801.

## Risvolti
Il nuovo regime previsto nella Costituzione "bizantina" si dimostrò di breve durata, poiché la reazione popolare portò all'adozione di nuove costituzioni nel 1801 e nel 1803. La Repubblica delle Sette Isole sopravvisse fino alla reimposizione del dominio francese nel 1807, a seguito del Trattato di Tilsit. Gli inglesi sfidarono presto i francesi e nel 1809 presero il controllo della maggior parte delle isole; Corfù si arrese in seguito alle dimissioni di Napoleone nel 1814. Nel 1815 gli inglesi fondarono gli Stati Uniti delle Isole Ionie.